# AJ Lee
April Jeanette Mendez, meglio conosciuta come AJ Lee (Union City, 19 marzo 1987), è una scrittrice ed ex wrestler statunitense, nota per i suoi trascorsi in WWE tra il 2010 e il 2015.
April Mendez ha iniziato la sua carriera nel wrestling nel marzo del 2007, lottando nel circuito indipendente del New Jersey con il ring name Miss April. Dopo aver firmato un contratto con la WWE nel maggio del 2009, è stata inviata per un anno e mezzo nel territorio di sviluppo della Florida Championship Wrestling. Nell'autunno del 2010 ha partecipato alla terza stagione di NXT, classificandosi al terzo posto alle spalle di Kaitlyn e Naomi, ed è poi entrata a far parte del main roster.
Ha detenuto per tre volte il Divas Championship ed è stata nominata Diva of the Year nel 2012 e nel 2014.

## Carriera

### Gli esordi (2007–2009)
Dopo le scuole superiori, April Mendez svolge dei provini in varie scuole di wrestling e debutta ufficialmente nel marzo del 2007.
L'11 ottobre 2008 fa il suo esordio nella Women Superstar Uncensored, con il ring name Miss April, in coppia con Malia Hosaka, partecipando ad un torneo per l'assegnazione del WSU Tag Team Championship; le due vengono sconfitte al secondo turno dalle Beatdown Betties (Annie Social e Roxxie Cotton), che andranno poi a vincere il torneo. Il 7 febbraio 2009 Miss April e Brooke Carter sconfiggono le Beatdown Betties, conquistando così il WSU Tag Team Championship.

### Florida Championship Wrestling (2009–2010)
Il 5 maggio 2009 April Mendez firma un contratto con la WWE e viene subito mandata nella Florida Championship Wrestling (FCW), all'epoca territorio di sviluppo della WWE. Debutta il 14 agosto seguente, con il ring-name di April Lee, in un Fatal 4 Way match contro Alicia Fox, Tiffany e Serena Mancini vinto da quest'ultima. Nel mese di settembre il suo ring-name viene cambiato in AJ Lee.
Nel primo round per decretare la nuova FCW Divas Champion sconfigge Tamina, perdendo contro Serena in semifinale: ottiene una chance per il titolo ma fallisce contro Naomi il 10 giugno. La settimana successiva perde un triple threat match fra lei, Serena e Naomi che rimane campionessa. Nel centesimo episodio della FCW fallisce l'assalto al titolo per doppio countout.
Dopo essere stata sconfitta nella terza stagione di WWE NXT, AJ ritorna in Florida Championship Wrestling. Perde il titolo di Queen Of FCW contro Rosa Mendes il 12 dicembre 2010. Nei tapings FCW del 16 dicembre, AJ conquista l'FCW Florida Diva's Championship battendo Naomi.

### WWE (2010–2015)

#### NXT(2010–2011)

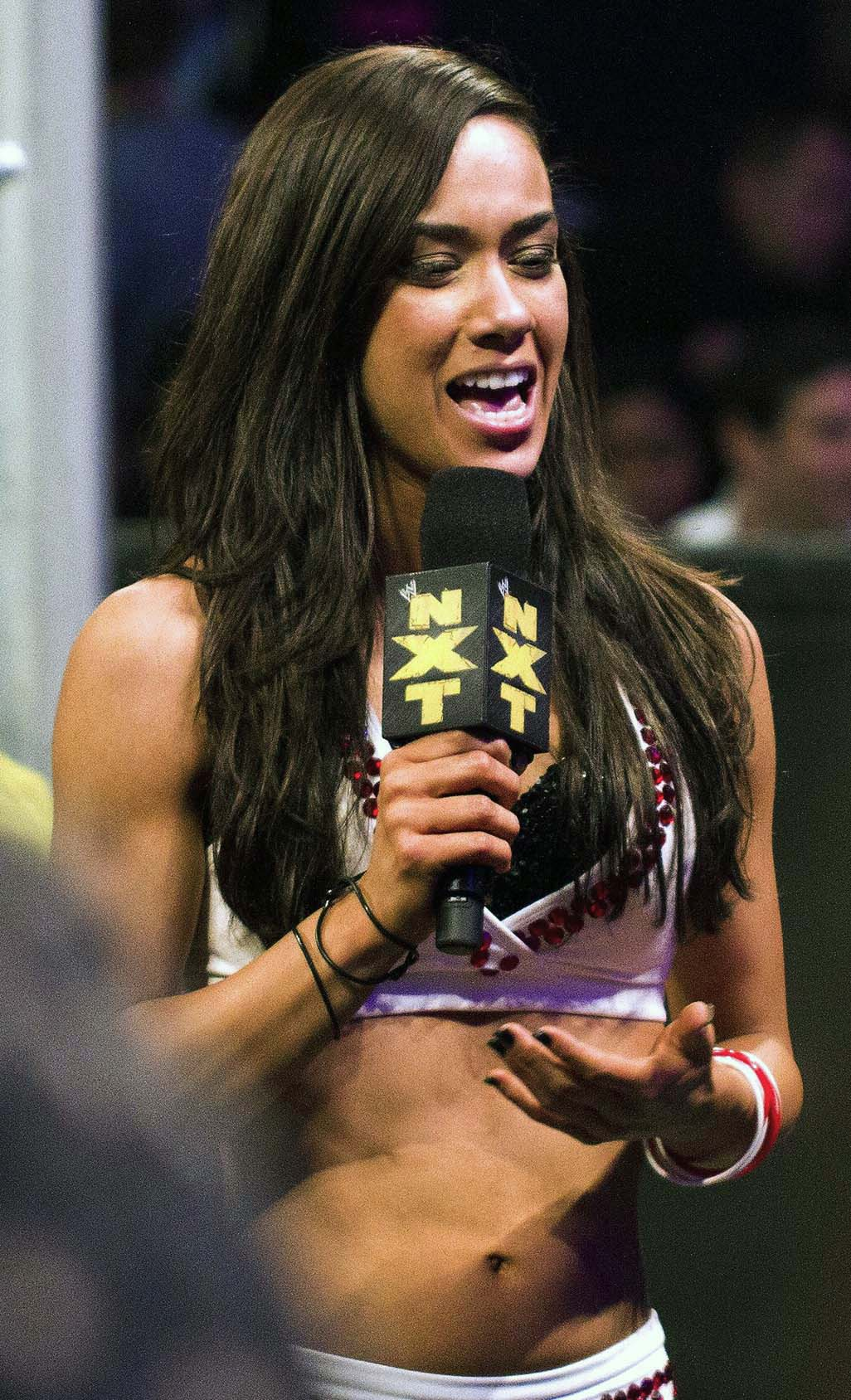
AJ Lee ad NXT nel 2010

Il 31 agosto 2010 viene annunciato che April Jeanette farà parte della terza stagione di NXT con il ring name di AJ e con Primo Colon come mentore. Fa il suo debutto il 7 settembre battendo Aksana e Goldust in un Mixed Tag Team match a coppie miste. La settimana successiva perde in un altro Mixed Tag Team match contro Dolph Ziggler e Kaitlyn. Dopo una vittoria con Kaitlyn in un match singolo, è prima nella classifica delle prove (ne ha vinte 8) e nella puntata di NXT del 16 novembre, accede alla season finale, insieme a Kaitlyn e Naomi. AJ viene eliminata nella puntata del 22 novembre. Fa il suo ritorno a NXT la settimana successiva effettuando lo schienamento vincente su Maxine in un 6-diva tag team match che vedeva da una parte lei e le Bella Twins e dall'altra Maxine, Alicia Fox e Aksana.
AJ fa il suo debutto a SmackDown il 27 maggio 2011, combattendo in coppia con Kaitlyn, perdendo un match di coppia contro Alicia Fox e Tamina.
Nella puntata del 10 luglio, AJ debutta da singolo con una sua theme song e, accompagnata sempre da Natalya, riesce a sconfiggere Tamina in un match singolo. Nella puntata di Raw All Star Night, il 13 giugno, AJ vince un 14-diva tag team match insieme a Beth Phoenix, Eve Torres, Gail Kim, Kaitlyn, Kelly Kelly e Natalya sconfiggendo Alicia Fox, Rosa Mendes, Tamina, Melina, Brie Bella, Nikki Bella e Maryse. Nella puntata di Smackdown del 17 giugno, AJ, Kaitlyn e Natalya vengono sconfitte in un 6-diva tag team match da Alicia Fox, Rosa Mendes e Tamina. Il rematch avviene la settimana dopo a Superstars e vede uscire vincitore il trio face. Nella puntata di SmackDown dell'8 luglio, sconfigge Tamina. Il 1º agosto a Raw, partecipa alla battle royal per decretare la prima sfidante al WWE Divas Championship detenuto da Kelly Kelly ma viene eliminata.
Nella puntata di SmackDown del 5 agosto, AJ perde contro Natalya. Subito dopo il match, quest'ultima effettua un Turn Heel attaccando proprio AJ. La settimana dopo, perde un match di coppia insieme a Kaitlyn contro il duo Heel formato da Beth Phoenix e Natalya. Nella puntata di SmackDown del 19 agosto, vince un match di coppia insieme a Kelly Kelly contro Natalya e Alicia Fox. Nella puntata di NXT del 23 agosto, perde un match contro la rientrante Maxine mentre in quella del 6 settembre, vince un match a coppie miste insieme a Titus O'Neil contro Derrick Bateman e Maxine. Nella puntata di NXT del 13 settembre, AJ continua la faida con Maxine e perde un altro match contro quest'ultima. La stessa settimana, a SmackDown, perde contro Beth Phoenix. Il 20 settembre a NXT riesce a sconfiggere Maxine dopo una shining wizard. Il 6 ottobre a Superstars sconfigge Tamina. Il 14 ottobre a NXT sconfigge di nuovo Maxine. Nella puntata di Raw Halloween del 31 ottobre, AJ partecipa alla battle royal in costume nella quale era in palio lo status di prima sfidante al Divas Title ma viene eliminata. Il giorno dopo, ad NXT, vince un 6-person tag team match insieme a Titus O'Neil e Percy Watson contro il trio formato da Maxine, JTG e Derrick Bateman. Nella puntata di SmackDown del 25 novembre, AJ perde l'ennesimo match di coppia insieme a Kaitlyn contro le Divas of Doom. Alla fine del match, Kaitlyn abbandona AJ sul ring e viene attaccata da Natalya con una Sharpshooter.

#### Relazione con Daniel Bryan (2011–2012)

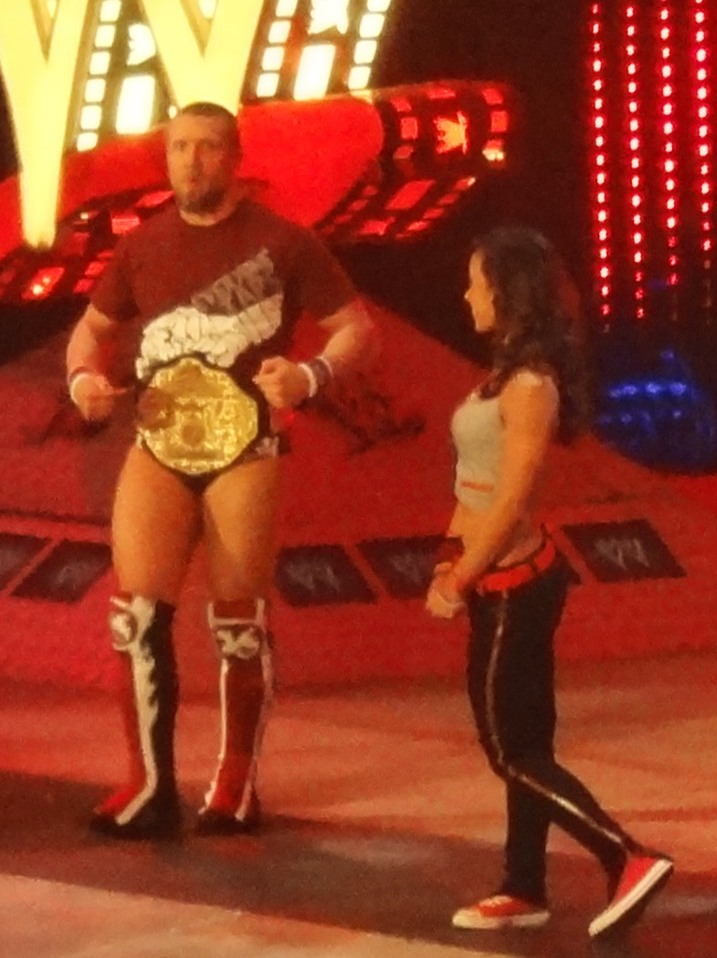
AJ Lee (a destra) insieme al campione Daniel Bryan (a sinistra) nel marzo del 2012

Nella puntata di SmackDown del 13 gennaio AJ accompagna il fidanzato Daniel Bryan per il main event della serata valevole per il titolo mondiale contro Big Show. AJ finisce KO durante il match nella quale viene travolta dal gigante accidentalmente e deve lasciare l'arena in barella accompagnata dai medici, facendo concludere il match in un no contest. Ritorna nella puntata di SmackDown del 3 febbraio, impedendo a Big Show di colpire il suo ragazzo Daniel Bryan con la Big Finisher. Successivamente continua a comparire a bordo ring in quasi tutti gli incontri del suo ragazzo, appoggiando tutte le cose che fa e che dice. Nella puntata di SmackDown del 16 marzo sconfigge Nikki Bella e in quella del 23 Brie Bella. A WrestleMania XXVIII Daniel Bryan, non appena viene fatta suonare la campanella per l'inizio del suo match contro Sheamus per il World Heavyweight Championship, chiede un bacio ad AJ e, non appena si volta, viene colpito dal Brogue Kick dello sfidante, perdendo. A SmackDown l'American Dragon accusa la ragazza di essere stata la causa della sua umiliante sconfitta e la scarica definitivamente di fronte al pubblico. Il 20 aprile, sempre nello show azzurro, dopo essere stata umiliata nuovamente da Daniel Bryan, perde per squalifica contro Natalya poiché l'assale colpendola con dei pugni. Sette giorni dopo colpisce addirittura con uno schiaffo la sua migliore amica Kaitlyn dopo che quest'ultima le aveva parlato male di Daniel Bryan. Nella puntata successiva va a scusarsi con lei per ciò, ma poi la colpisce nuovamente. Di conseguenza le due si affrontano e a vincere è AJ in appena trenta secondi. Dopo qualche tempo AJ inizia a frequentare assiduamente CM Punk. Nella puntata di Raw del 4 giugno interviene appunto durante il match tra Punk e Kane, dove quest'ultimo venne colpito da Daniel Bryan. Nella puntata di SmackDown dell'8 giugno compare verso la fine del match tra Sheamus e Kane, che alla fine viene sconfitto. Nella puntata di Raw dell'11 giugno la ragazza, afferma che Kane non era l'uomo che voleva far credere, ma che aveva un "cuore". Nella stessa serata John Laurinaitis annuncia un Tag Team Match tra lei e CM Punk contro Kane e Daniel Bryan. Durante l'incontro riceve involontariamente il cambio e, trovandosi davanti al Big Red Monster, gli salta addosso per baciarlo. Subito dopo Kane, confuso e sorpreso, abbandona il suo compagno, che viene sconfitto. Nella puntata di SmackDown del 15 giugno si presenta da sola sul ring per parlare, ma viene interrotta da Dolph Ziggler e Vickie Guerrero. Di conseguenza arriva in sua difesa CM Punk, ma nel successivo match causa la sconfitta di questo e del compagno di coppia Sheamus contro Dolph Ziggler e Daniel Bryan. Infine ha una lite con Vickie Guerrero, dalla quale ne esce male, ma in suo soccorso arriva Kane, che la prende in braccio per portarla via. CM Punk cerca di fermarlo, ma non appena i due arrivano sul ring, il Big Red Monster lo stende insieme a Daniel Bryan con una Double Chokeslam. A No Way Out si svolge un incontro a tre per il WWE Championship tra CM Punk, Daniel Bryan e Kane: AJ cade di proposito dall'apron ring in modo da far distrarre il mostro mascherato e far vincere il campione.
La notte dopo a Raw, durante l'incontro tra CM Punk e Sheamus contro Daniel Bryan e Kane, entra nell'arena con indosso la maschera di quest'ultimo e i pantaloni rossoneri, girando intorno al ring e distraendo appunto il Big Red Monster per far vincere ancora una volta CM Punk. Nella puntata di Raw del 25 giugno, vince una Battle Royal fra le Divas in costume, eliminando per ultima Vickie Guerrero. Nella puntata di SmackDown del 29 giugno, inoltre, viene proclamata da un sondaggio su WWE.com come arbitro speciale per sfida fra CM Punk e Daniel Bryan a WWE Money in the Bank con in palio il WWE Championship. Nella medesima serata era stata in precedenza sconfitta dalla WWE Divas Champion Layla a causa dell'interferenza di Daniel Bryan, il quale si pente del gesto quando viene rivelato l'esito del sondaggio. Nella puntata di Raw del 2 luglio fa coppia con Sheamus e vince un Tag Team Match contro Dolph Ziggler e Vickie Guerrero. A fine serata interviene nel Main Event, un altro Tag Team Match: CM Punk e John Cena contro Daniel Bryan e Chris Jericho. Dopo che John Cena e Y2J danno vita a una rissa e si spostano nel backstage, la ragazza prima comincia a saltellare attorno al ring e poi sistema un tavolo a bordo ring, in modo da salire poi sulla terza corda per apprestarsi a buttarsi sopra di esso. Daniel Bryan la ferma, così come CM Punk (che la raggiunge sulla terza corda), ma AJ bacia quest'ultimo per poi spingerlo contro il tavolo insieme a Daniel Bryan, facendo finire il match in un No Contest. Nella puntata speciale SmackDown: The Great American Bash del 3 luglio viene intervistata da Michael Cole, che successivamente viene cacciato dal ring da Daniel Bryan e CM Punk. Quando tra i due sta per scoppiare una lite, AJ li ferma e bacia prima Daniel Bryan e poi Punk, che se ne stava andando via, lasciando stupiti entrambi. Nella puntata di Raw successiva chiede a CM Punk di sposarla, per poi ricevere la stessa proposta da Daniel Bryan. Le risposte vengono rimangate a più tardi dal General Manager anonimo. Nel Main Event la ragazza vince un Tag Team Match con CM Punk contro Daniel Bryan ed Eve Torres. A fine match il WWE Champion dice che non la sposerà e le dà anche le sue motivazioni, ma viene schiaffeggiato, così come Daniel Bryan, il quale credeva di avere di nuovo il suo appoggio. A Money in the Bank arbitra, come sancito, il match che vede opposti CM Punk e Daniel Bryan, ostentando tuttavia un arbitraggio del tutto corretto. Il giorno seguente, a Raw, fa coppia con Daniel Bryan vincendo contro Eve Torres e The Miz. A fine match, Bryan propone ad AJ di sposarlo e quest'ultima accetta. Infine, Bryan, comunica tramite Twitter che il loro matrimonio si terrà alla millesima puntata di Raw della settimana seguente. Nella puntata del 20 luglio di SmackDown partecipa al "Peep Show" con Daniel Bryan, durante il quale schiaffeggia Christian, infastidita da quest'ultimo.

#### General Manager diRaw(2012–2013)
Nella puntata di Raw numero 1000 del 23 luglio, prima del matrimonio appare nel backstage dove dice alla WWE Divas Champion Layla di non essere pazza e sa quello che sta facendo, durante il matrimonio fra la ragazza e Daniel Bryan, AJ rivela che non è più intenzionata a sposarsi visto che ha accettato la proposta di Vince McMahon di diventare la nuova General Manager dello Show rosso. Se ne va poi contenta, lasciando Daniel furibondo. Nella puntata di Raw del 30 luglio comincia la sua nuova avventura lavorativa, come General Manager, e come prima decisione sancisce per la medesima serata John Cena contro Big Show in cui il vincitore affronterà CM Punk a SummerSlam per il WWE Championship. CM Punk interferisce nel match, facendolo finire in un no contest e proclamando che nessuno è il vincitore. AJ fa quindi il suo ingresso nello stage, e sancisce un triple threat match per il titolo WWE a SummerSlam. Poco dopo, nel suo ufficio, arriva Daniel Bryan, che non ha ancora digerito i fatti di 7 giorni prima. AJ, provando a fargli capire che ora ha un ruolo molto importante, lo mette contro Sheamus in uno Street Fight Match, vinto dall'irlandese. Nella puntata di Raw del 27 agosto ha un diverbio con Vickie Guerrero che finisce in rissa. Nella medesima sera sancisce per il main event di Night of Champions la sfida fra CM Punk e John Cena valido per il WWE Championship. Il 3 settembre a Raw viene chiamata da Vickie Guerrero sul ring per ricevere le sue scuse. In questa occasione viene umiliata e schiaffeggiata due volte da Vickie, che approfitta del fatto che la GM è stata richiamata dal consiglio generale che le ha proibito di aggredire qualunque membro della WWE, lottatore o manager. Nella puntata successiva verrà bruscamente interrotta da Booker T, GM di SmackDown, mentre richiama Sheamus per aver usato il Brogue Kick, mossa temporaneamente bandita dallo stesso Booker T per la sua pericolosità. AJ, stizzita e visibilmente irritata dall'intervento di Booker T, lascia quindi lo stage. Il 1º ottobre Paul Heyman annuncia che ha richiesto alla dirigenza della WWE la sospensione di AJ, dopo che questa lo schiaffeggiò nella puntata precedente (24 settembre) in risposta agli schernimenti di Heyman e CM Punk durante lo stesso episodio. A lui si aggiunge Vickie Guerrero, che pretende come lui di diventare il nuovo GM. AJ fa quindi il suo ingresso nel ring, e annuncia che la direzione non ha intenzione di sospenderla, ma di controllare comunque il suo operato tramite un coach. Nel medesimo episodio AJ arbitra a sorpresa il match di coppia tra il Team Hell No (Kane e Daniel Bryan) e Dolph Ziggler e CM Punk, sancito da lei a inizio show. Nella puntata di Raw del 22 ottobre 2012 AJ Lee dà le sue dimissioni davanti a Vince McMahon dopo una riunione con il consiglio di amministrazione della società. Al suo posto Vince nomina Vickie Guerrero GM di Raw ad interim (ruolo specificato da Vince nel backstage dello show) come Managing Supervisor.
Nella puntata di Raw del 29 ottobre sfida Beth Phoenix e la sconfigge con un roll-up; successivamente interviene Vickie Guerrero e dice che il match deve essere ripetuto; questa volta a vincere è la Phoenix con la sua Glam Slam. Nelle puntate successive di Raw, Vickie cerca di mostrare prove della relazione tra AJ Lee e John Cena, anche se la wrestler continua a ripetere che sono solo amici. Alle Survivor Series viene attaccata alle spalle da Tamina Snuka, che diventa la guardia del corpo di Vickie Guerrero. Durante l'episodio di Raw del 19 novembre, durante l'ormai abituale segmento in cui Vickie Guerrero cerca di dimostrare che tra AJ e John Cena c'è una relazione amorosa, quest'ultimo bacia la ragazza per mettere fine al fantomatico scandalo trascinato da settimane da Vickie e Dolph Ziggler. Appena Cena si allontana da lei, però, AJ lo ribacia con più foga, prima di essere interrotti da Dolph Ziggler che attacca Cena alle spalle. Nelle puntate successive diventa chiaro che tra i due è nata una relazione. Nella puntata di Raw del 3 dicembre batte invece Tamina, rivendicandosi dell'attacco subito qualche settimana prima. Nella puntata di Raw del 10 dicembre, perde contro Vickie Guerrero che viene aiutata dall'arbitro Brad Maddox.
Al pay-per-view TLC: Tables, Ladders & Chairs prima salva John Cena dalle sediate di Vickie Guerrero, ma successivamente lo fa precipitare dalla scala facendogli perdere il match contro Dolph Ziggler. Il giorno seguente a Raw, serata dedicata agli Slammy Award, fa coppia nel main event con Dolph Ziggler nell'affrontare John Cena e Vickie Guerrero con l'incontro che termina in squalifica a favore di Cena e Vickie visto che interviene Big E Langston attaccando proprio il Leader della Cenation con AJ Lee che rimane soddisfatta dell'accaduto. Nella puntata speciale di SmackDown del 18 dicembre è ospite assieme a Dolph Ziggler e Big E Langston al talk-show Miz TV. In questa occasione, AJ Lee sostiene che John Cena le ha spezzato il cuore ed è per questo che ha deciso di tradirlo alleandosi con Dolph Ziggler. AJ è apparsa a WrestleMania 29 al fianco di Ziggler e Langston nel match per il WWE Tag Team Championship contro il Team Hell No (Daniel Bryan e Kane), ma non sono riusciti a vincere.

#### Divas Champion (2013–2014)

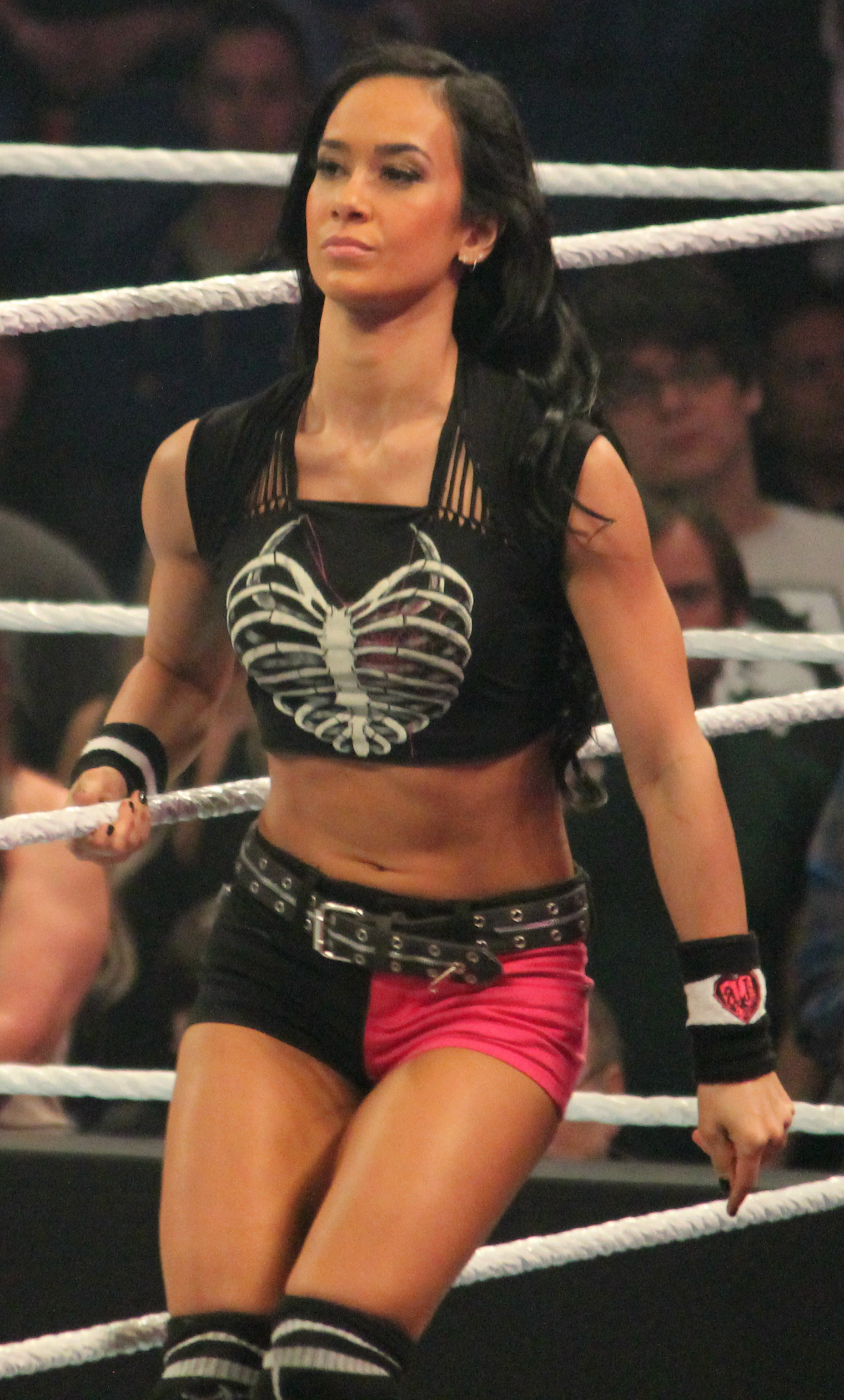
AJ Lee nell'aprile del 2014

Nella puntata di Raw del 25 marzo 2013 AJ Lee ha sconfitto l'allora Divas Champion Kaitlyn via countout e un mese dopo ha vinto una battle royal nella puntata di Raw del 22 aprile per diventare la nuova sfidante per il Divas Championship. Successivamente è iniziata una storyline in cui Kaitlyn riceveva dei regali da un ammiratore misterioso. Nella puntata di Raw del 10 giugno, dopo che Big E Langston si è presentato come l'ammiratore misterioso, AJ ha rivelato di essere la mente dietro tutto ciò, rimproverando Kaitlyn e lasciandola in lacrime. Sei giorni dopo all'inaugurale pay-per-view Payback, AJ ha sconfitto Kaitlyn per conquistare il suo primo Divas Championship. AJ e Langston hanno continuato a deridere Kaitlyn, con AJ che ha alla fine mantenuto il suo Divas Championship contro Kaitlyn in una rivincita il 14 luglio a Money in the Bank. Più tardi quella sera, AJ è costata a Dolph Ziggler la sua rivincita per il World Heavyweight Championship contro Alberto Del Rio, dopo essersi prematuramente intrufolata nel ring e colpito Del Rio con il suo Divas Championship, causando la squalifica.
A causa delle sue azioni, Ziggler ha concluso la sua relazione con AJ la notte seguente a Raw. AJ ha ottenuto la sua vendetta costando a Ziggler un match non titolato contro Del Rio, per poi attaccarlo e scatenare Langston su di lui. Nella puntata di SmackDown del 2 agosto, è stato annunciato che a Langston non sarebbe più stato permesso di accompagnare AJ per i suoi match. Tuttavia, AJ ha continuato a difendere con successo il suo titolo contro Kaitlyn dopo che l'alleata di Kaitlyn, Layla, l'ha tradita. Il 18 agosto a SummerSlam, AJ e Langston sono stati sconfitti da Kaitlyn e Ziggler in un mixed tag team match, mettendo fine alla loro faida.
Nella puntata di Raw del 26 agosto, AJ ha interrotto la celebrazione in corso di Brie Bella per la vittoria di un rematch contro Natalya, eseguendo un promo shoot sul cast di Total Divas. La settimana successiva, AJ ha interferito in un triple threat match tra Natalya, Naomi e Brie Bella, con il risultato che il match è stato interrotto quanto tutte e tre l'hanno attaccata. Ciò ha portato AJ a difendere il titolo contro il trio in un fatal four-way match a Night of Champions, dove ha mantenuto il suo titolo. Alla fine di settembre, AJ ha arruolato Tamina Snuka come sua guardia del corpo. AJ ha difeso con successo il suo titolo contro Brie Bella a Battleground con l'aiuto di Tamina, ma è stata mandata a casa (legit) la notte seguente a Raw dopo che ha mostrato segni di una commozione cerebrale causata quando la sua testa ha colpito un palo del ring durante la difesa del titolo. È tornata in azione a Hell in a Cell, dove ha sconfitto ancora una volta Brie Bella.
Alle Survivor Series, AJ ha capitanato una squadra in un tradizionale seven-on-seven elimination tag team match contro il cast di Total Divas, in cui è stata l'unica superstite della sua squadra, cortesia di Natalya. Ciò ha portato a un match per il titolo tra le due al pay-per-view TLC, dove AJ ha ancora una volta mantenuto il suo titolo. Nella puntata di Main Event dell'8 gennaio 2014, AJ ha sconfitto la sua ex migliore amica e tag team partner Kaitlyn nell'ultimo match di Kaitlyn, terminando ufficialmente la loro rivalità.
A metà gennaio, AJ è diventata la più lunga Divas Champion in carica, superando il record precedente di Maryse. A Elimination Chamber, AJ ha perso per squalifica contro Cameron a causa dell'intervento di Tamina Snuka, mantenendo il titolo. Il 6 aprile a WrestleMania XXX, AJ ha difeso con successo il Divas Champiosnhip nel 14-Diva "Vickie Guerrero Invitational" match. La notte seguente a Raw, AJ ha perso il titolo dopo aver sfidato in modo presuntuoso la debuttante Paige in un match per il titolo improvvisato, terminando il suo regno dopo 295 giorni. È stato successivamente riferito che AJ ha richiesto un periodo di pausa, accordatole dalla WWE, per guarire da alcuni infortuni.

#### Varie faide (2014–2015)
AJ Lee è tornata, come babyface, nella puntata di Raw del 30 giugno 2014, sfidando Paige ad un rematch per il Divas Championship; la ragazza è emersa vittoriosa ed ha conquistato il titolo per la seconda volta in carriera. Dopo aver difeso con successo la cintura a Battleground contro la stessa Paige, AJ è stata violentemente attaccata da quest'ultima e gettata dalla rampa d'ingresso, infortunandola (kayfabe). Il 17 agosto, a SummerSlam, ha perso il Divas Championship ancora una volta contro Paige, salvo poi riconquistarlo il mese successivo a Night of Champions in un Triple Threat match che includeva anche Nikki Bella. Il feud contro Paige si è definitivamente concluso il 26 ottobre, a Hell in a Cell, dove AJ ha mantenuto il titolo. Il 23 novembre, a Survivor Series, AJ è stata sconfitta in soli 33 secondi da Nikki Bella dopo che Brie Bella l'aveva distratta con un bacio, perdendo così il Divas Championship. Nel rematch di TLC è stata nuovamente sconfitta da Nikki in maniera scorretta.
Dopo un'assenza di tre mesi per guarire da un infortunio al collo, AJ Lee è tornata nella puntata di Raw del 2 marzo 2015, venendo in aiuto dell'ex rivale Paige, che era stata attaccata dalle Bella Twins (Brie Bella e Nikki Bella). Il 29 marzo, a WrestleMania 31, AJ e Paige hanno sconfitto le Bella Twins in un Tag Team match.
Il 3 aprile 2015, tramite il sito ufficiale della WWE, AJ Lee ha annunciato il suo ritiro dal mondo del wrestling a causa dei continui infortuni alla vertebra cervicale. L'atleta ha inoltre citato la difficile situazione venutasi a creare durante l'anno precedente dopo l'abbandono della federazione da parte di suo marito, CM Punk, al quale erano seguite molte polemiche tra quest'ultimo e la dirigenza.

## Vita privata
Dal 2013 è sentimentalmente legata al wrestler CM Punk, con cui si è sposata il 13 giugno 2014.
Il 4 aprile 2017 è stata pubblicata la sua autobiografia, intitolata Crazy Is My Superpower.

## Personaggio

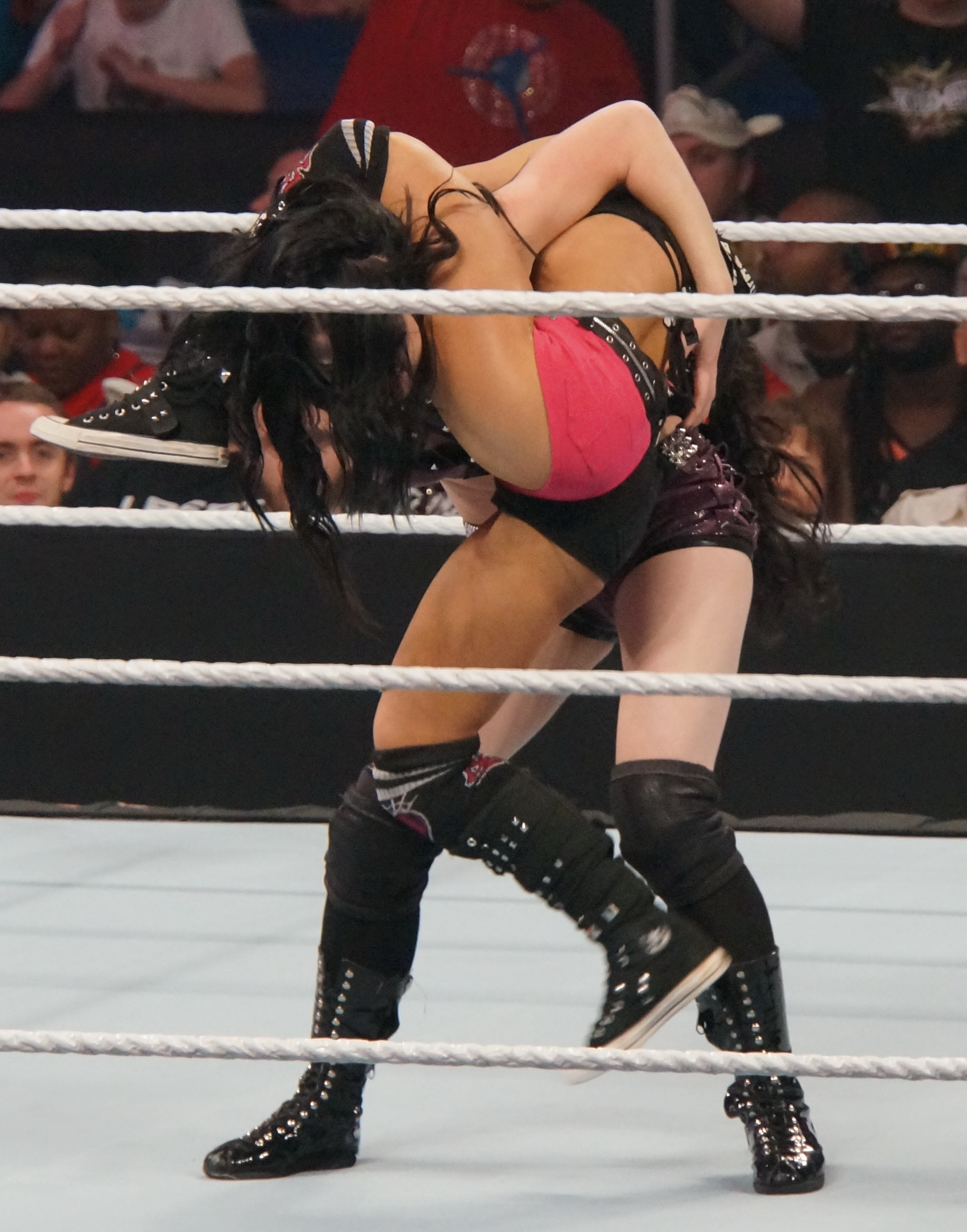
AJ Lee mentre applica la Black Widow su Paige

### Mosse finali
- Black Widow (Octopus hold)
- Shining wizard

### Wrestler di cui è stata manager
- Daniel Bryan
- Dolph Ziggler

### Soprannomi
- The Crazy Chick
- The Geek Goddess

### Musiche d'ingresso
- Feelin' Ya di Jim Johnston (2009–2010)
- Right Now di Jim Johnston (2010–2011)
- Let's Light It Up di Kari Kimmel (2011–2015)

## Titoli e riconoscimenti
- Florida Championship Wrestling
  - FCW Divas Championship (1)
  - FCW Queen of Florida (1)
- Pro Wrestling Illustrated
  - Woman of the Year (2012, 2013, 2014)
  - 2ª tra le 50 migliori wrestler femminili nella PWI Female 50 (2014)
- Women Superstar Uncensored
  - WSU Tag Team Championship (1) – con Brooke Carter
- WWE
  - WWE Divas Championship (3)
  - Slammy Awards (3)
    - Diva of the Year (2012, 2014)
    - Kiss of the Year (2012) – con John Cena
- Wrestling Observer Newsletter
  - Worst Worked Match of the Year (2013) – con Aksana, Alicia Fox, Kaitlyn, Rosa Mendes, Summer Rae e Tamina vs. Brie Bella, Cameron, Eva Marie, JoJo, Naomi, Natalya e Nikki Bella